# Западный университет штата Миссури
Западный университет штата Миссури (англ. Missouri Western State University, сокр. MWSU) — американский государственный университет в Сент-Джозефе, штат Миссури.

## История и деятельность
Университет был основан в 1915 году как двухгодичное учебное заведение с названием Младший колледж Св. Иосифа (St. Joseph Junior College) и проводил обучение в Центральной высшей школе. Когда в 1933 году Центральная высшая школа переехала на свое нынешнее место, колледж Св. Иосифа переместился в здание Политехнической школы Робиду.
Создание четырёхлетней школы было центральным вопросом кампании Уоррена Хернса на предварительных выборах губернатора от Демократической партии 1964 года. Хернс пообещал преобразовать школу в четырёхгодичное учебное заведение, несмотря на наличие рядом другого учебного заведения — ныне Северо-западного университета штата Миссури в Мэривилле.
Уоррен Хернс с небольшим перевесом выиграл предварительные выборы, а затем и всеобщие выборы губернатора Миссури. Год спустя Младший колледж Св. Иосифа стал Западным младшим колледжем Миссури (Missouri Western Junior College). Колледж получил четырёхлетний статус и стал называться Западный колледж Миссури (Missouri Western College) в 1969 году во время второго губернаторского срока Хернса. Впоследствии университет назвал свою библиотеку в честь Хернса, так как без него штат учебное заведение никогда не стал бы четырёхлетним колледжем.
Вскоре после преобразования школа приобрела землю фермы больницы St. Joseph State Hospital #2 на восточнойокраине Сент-Джозефа. В 1973 году учебное заведение стало называться Западным колледжем штата Миссури (Missouri Western State College) и в 1977 году получило полную поддержку государства. В 2005 году вузу был присвоен статус университета, а с 2007 году он начал предлагать ученые степени.
Законодательство 2005 года изменило название учебного учреждения на Западный университет штата Миссури и разрешил вузу присуждать степени магистра. По состоянию на 2016 год Западный университет штата Миссури предлагает 18 степеней магистра и шесть сертификатов о высшем образовании. Наиболее существенная корпоративная принадлежность университета связана с компанией Hillyard, Inc., производящей чистящие средства.
С февраля 2021 года шестым президентом Западного университета штата Миссури стала Элизабет Кеннеди (Elizabeth Kennedy).
В числе известных выпускников университета: игрок в американский футбол Дэвид Басс, хоровой дирижёр Чарльз Браффи, президент Федерального резервного банка Канзас-Сити Эстер Джордж, член Палаты представителей Миссури Роберт Шааф и другие.